# Daniëlle Hirsch
Daniëlle Hélène Hirsch (Amstelveen, 5 april 1968) is een Nederlands politica van GroenLinks. Sinds 6 december 2023 is ze lid van de Tweede Kamer der Staten-Generaal.
Hirsch was van 2008 tot 2023 directeur van milieu- en mensenrechtenorganisatie Both ENDS, waar ze in 1995 begon als internationaal consultant en van 2003 tot 2008 beleidsmedewerker was. Bij de Eerste Kamerverkiezingen van 30 mei 2023 kreeg ze de 16e plek van de GroenLinks-lijst en tijdens de Tweede Kamerverkiezingen van 22 november 2023 stond zij op de 27e plaats van de kandidatenlijst van GroenLinks-PvdA. GroenLinks-PvdA behaalde 25 zetels, waardoor ze op basis van haar plek geen zetel zou krijgen, maar gezien zij 25.012 voorkeurstemmen had gekregen, werd ze evengoed verkozen als Tweede Kamerlid.

## Persoonlijk
Hirsch woont samen met partner en zoon in Amsterdam.
Hirsch is Joods van geboorte. Haar moeder is in 1938 in Amsterdam geboren, haar vader werd in 1936 in Tel Aviv (mandaatgebied Palestina) geboren en naturaliseerde in 1968 een maand voor haar geboorte tot Nederlander. Haar grootvader werd in in 1943 in Auschwitz vermoord, haar grootmoeder dook onder met haar moeder en overleefde de oorlog.